# Obere Halbinsel
Die Obere Halbinsel (englisch Upper Peninsula (of Michigan)) ist die nördlichere der beiden Hauptlandmassen, die zusammen den US-Bundesstaat von Michigan bilden. Es wird häufig auch als the U.P. (Abkürzung des englischen Begriffs Upper Peninsula) oder auch als Obermichigan (englisch Upper Michigan) bezeichnet. Das Gebiet wird begrenzt durch den Oberen See im Norden, den St. Marys River im Osten, den Michigan- und Huronsee im Süden sowie den Bundesstaat Wisconsin im Westen.
Die Obere Halbinsel hat etwa ein Drittel der Landfläche von Michigan, aber nur drei Prozent der Gesamtbevölkerung. Die Bewohner werden oft als Yoopers (abgeleitet von U.P.-ers) bezeichnet und haben eine ausgeprägte regionale Identität. Die einzigen Countys der USA, in denen die größte Bevölkerungsgruppe aus Menschen mit finnischer Abstammung besteht, befinden sich in der Oberen Halbinsel. Die größten Städte sind Marquette, Escanaba, Sault Ste. Marie, Menominee und Iron Mountain. Das Land und das Klima eignen sich nicht sonderlich gut für Landwirtschaft, und die Wirtschaft basiert stärker auf Waldwirtschaft und Bergbau. Mit dem Niedergang der Bergbauindustrie seit dem „goldenen Zeitalter“ von 1890 bis 1920 basiert die regionale Wirtschaft zunehmend auf Holz, da die Halbinsel über riesige Waldgebiete verfügt.

## Bevölkerung

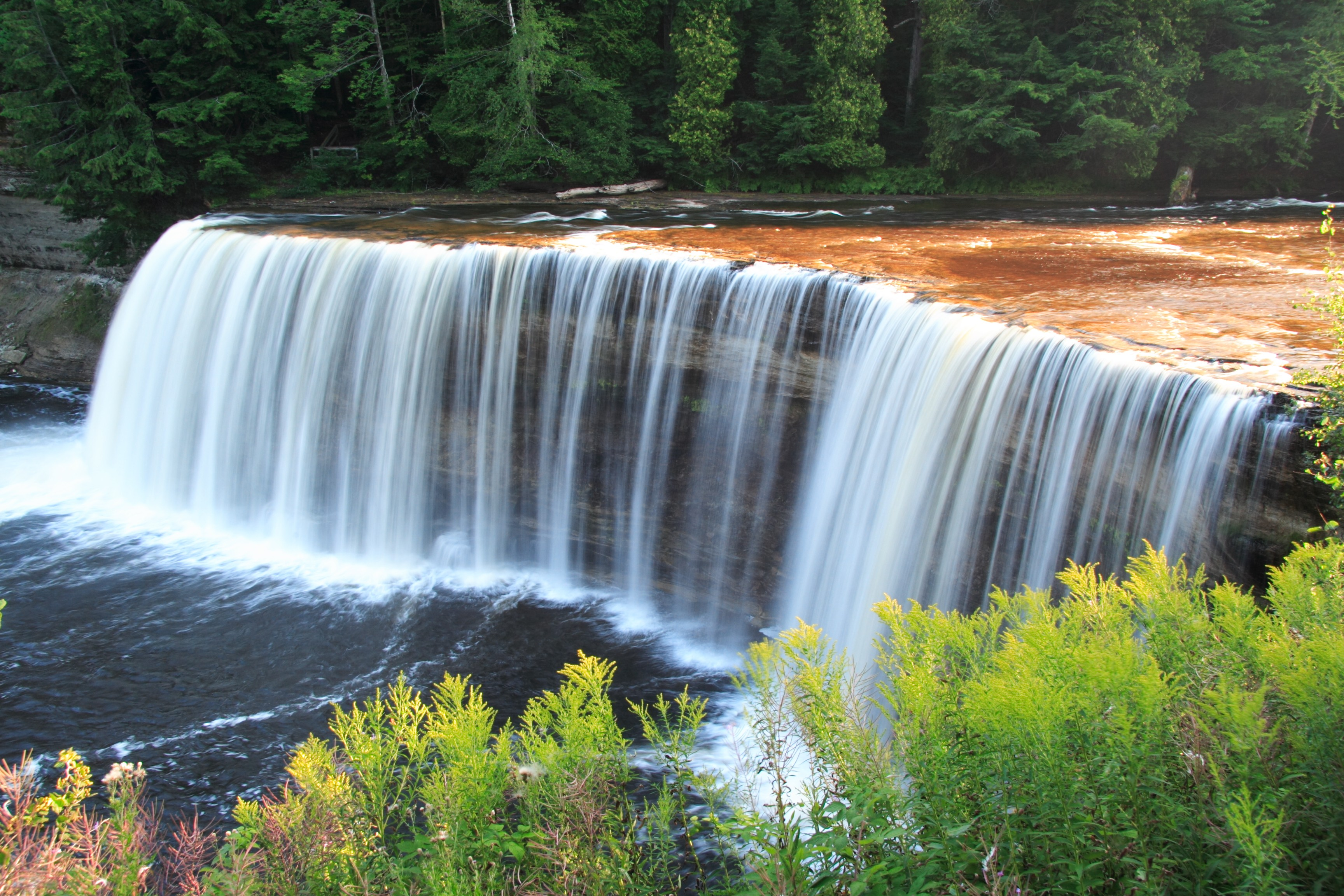
Tahquamenon-Fälle

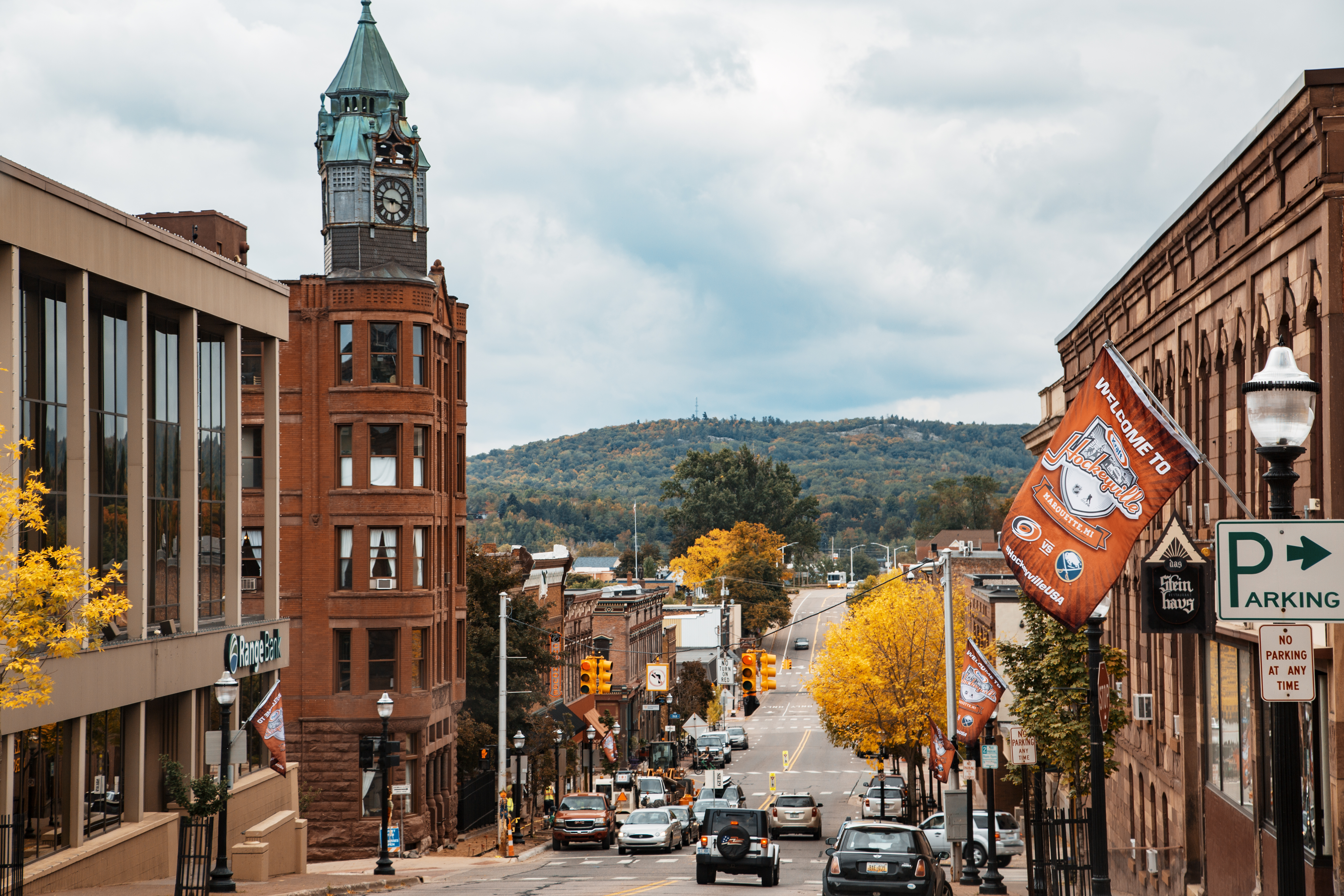
Marquette ist die größte Stadt der Region.

Die Obere Halbinsel ist nach wie vor eine überwiegend ländlich geprägte Region. Nur 106.304 Menschen wohnen in den zwölf Städten, die über 4000 Einwohner haben und eine Fläche von 249,7 km² einnehmen. In den 21 Gemeinden, die mindestens 2000 Einwohner haben, wohnen nur 129.215 Menschen. Diese Gemeinden nehmen nur 347,8 km² ein – weniger als ein Prozent der Fläche der Halbinsel.
| Gemeinde         | Einwohner | Fläche (km²) |
| ---------------- | --------- | ------------ |
| Marquette        | 19.661    | 29,5         |
| Sault Ste. Marie | 16.542    | 38,3         |
| Escanaba         | 13.140    | 32,9         |
| Menominee        | 9.131     | 13,5         |
| Iron Mountain    | 8.154     | 18,6         |
| Houghton         | 7.134     | 11,1         |
| Ishpeming        | 6.535     | 22,5         |
| Ironwood         | 6.293     | 17,1         |
| Kingsford        | 5.549     | 11,1         |
| Gladstone        | 5.266     | 12,9         |
| Negaunee         | 4.576     | 35,7         |
| Hancock          | 4.323     | 6,5          |
| Manistique       | 3.583     | 8,3          |
| Norway           | 2.959     | 22,8         |
| Newberry         | 2.686     | 2,6          |
| St. Ignace       | 2.678     | 7,0          |
| Munising         | 2.539     | 14,0         |
| Bessemer         | 2.148     | 14,2         |
| Laurium          | 2.126     | 1,8          |
| L’Anse           | 2.107     | 6,7          |
| Wakefield        | 2.085     | 20,7         |
| Gesamt           | 129.215   | 347,8        |

| County      | Einwohner | Fläche (km²) | Bevölkerungs- dichte (Einw./km²) |
| ----------- | --------- | ------------ | -------------------------------- |
| Alger       | 9.862     | 2.378        | 4,1                              |
| Baraga      | 8.735     | 2.341        | 3,7                              |
| Chippewa    | 38.413    | 4.043        | 9,5                              |
| Delta       | 38.520    | 3.030        | 12,7                             |
| Dickinson   | 27.427    | 1.984        | 13,8                             |
| Gogebic     | 17.370    | 2.854        | 6,1                              |
| Houghton    | 36.016    | 2.621        | 13,7                             |
| Iron        | 13.138    | 3.020        | 4,4                              |
| Keweenaw    | 2.301     | 1.401        | 1,6                              |
| Luce        | 7.024     | 2.339        | 3                                |
| Mackinac    | 11.943    | 2.647        | 4,5                              |
| Marquette   | 64.634    | 4.716        | 13,7                             |
| Menominee   | 25.109    | 2.701        | 9,3                              |
| Ontonagon   | 7.818     | 3.398        | 2,3                              |
| Schoolcraft | 8.903     | 3.051        | 2,9                              |
| Gesamt      | 317.213   | 42.524       | 7,5                              |

### Bekannte Bewohner
- Howard Schultz, Vorsitzender von Starbucks Coffee Co. und Absolvent der Northern Michigan University
- John D. Voelker, Anwalt, Richter und Autor des Bestsellers Anatomy of a Murder